# Assetjament
|  | Per a altres significats, vegeu «Assetjament (desambiguació)». |

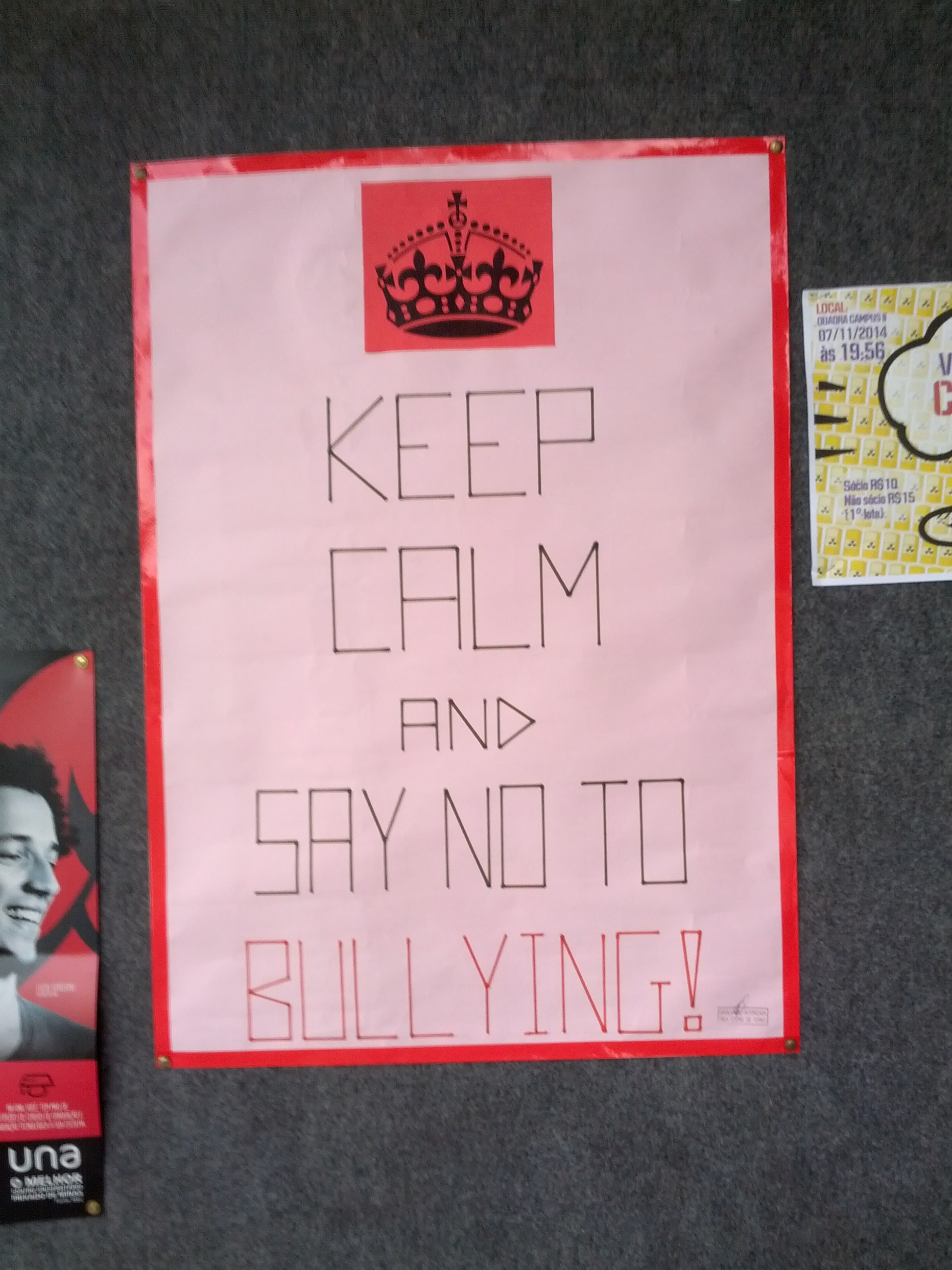
Cartell d'una campanya contra l'assetjament Cefet-MG

Percentatge de nens que denuncien assetjament escolar (2015)

L'assetjament és l'ús de la força, la coacció, les burles o les amenaces feridores, per abusar, dominar o intimidar de manera agressiva. El comportament es repeteix i és habitual. Un requisit previ essencial és la percepció (per part de l'assetjador o d'altres) d'un desequilibri del poder físic o social. Aquest desequilibri distingeix l'assetjament del conflicte. L'assetjament escolar és una subcategoria de comportaments agressius caracteritzada pels tres criteris següents: (1) intenció hostil, (2) desequilibri de poder i (3) repetició durant un període. L'assetjament escolar és l'activitat de comportaments agressius i repetits destinats a ferir a una altra persona, física, mentalment o emocionalment.
L'assetjament va des de l'assetjament individual fins l'assetjament grupal, anomenat assetjament laboral, en què l'assetjador pot tenir un o més subordinats que estiguin disposats a ajudar l'assetjador principal en les seves activitats d'assetjament. L'assetjament escolar i laboral també s'anomena “maltractament entre iguals”. Robert W. Fuller ha analitzat l'assetjament en el context del rankisme. L'investigador suec-noruec Dan Olweus diu que l'assetjament es produeix quan una persona està "exposada, repetidament i amb el pas del temps, a accions negatives per part d'una o més altres persones", i que es produeixen accions negatives "quan una persona infligeix intencionalment lesions o molèsties a una altra persona, a través del contacte físic, de les paraules o d'altres maneres". L'assetjament individual se sol caracteritzar perquè una persona es comporta d'una manera determinada per guanyar poder sobre una altra persona.
Es pot desenvolupar una cultura de bullying en qualsevol context en què els humans interactuïn entre si. Això pot incloure l'escola, la família, el lloc de treball, la llar i els barris. La principal plataforma d'assetjament escolar a la cultura contemporània es troba a les xarxes socials. En un estudi realitzat el 2012 sobre homes adolescents de futbol americà, "el predictor més fort de l'assetjament era la percepció de si l'home més influent de la vida d'un jugador aprovaria la conducta d'assetjament". Un estudi de The Lancet Child & Adolescent Health el 2019 va mostrar que hi havia una relació entre l'ús de xarxes socials per part de les nenes i un augment de la seva exposició a l'assetjament escolar.
L'assetjament es pot definir de moltes maneres diferents. Al Regne Unit no hi ha una definició legal de bullying mentre que alguns estats dels Estats Units tenen lleis en contra. L'assetjament es divideix en quatre tipus bàsics d'abús – psicològic (de vegades anomenat emocional o relacional), verbal, físic i cibernètic.
Els comportaments que s'utilitzen per afirmar aquesta dominació poden incloure agressió física o coacció, assetjament verbal o amenaça, i aquests actes poden dirigir-se repetidament cap a determinats objectius. Les racionalitzacions d'aquest comportament de vegades inclouen diferències de classe social, raça, religió, gènere, orientació sexual, aparença, comportament, llenguatge corporal, personalitat, reputació, llinatge, força, mida o capacitat. Si l'assetjament el fa un grup, s'anomena mobing.

## Tipus
El corpus de la literatura ha classificat l'assetjament en diferents tipus. Aquests poden ser en forma de comportament no verbal, verbal o físic. Una altra classificació es basa en els autors o els participants implicats, de manera que els tipus inclouen l'assetjament individual i col·lectiu. Una altra interpretació també cita l'assetjament emocional i relacional, a més del dany físic infligit a una altra persona o fins i tot a la propietat. També es dona el cas del fenomen més recent anomenat ciberassetjament.
L'assetjament físic, verbal i relacional és el més freqüent a l'escola primària i també pot començar molt abans tot continuant en etapes posteriors a la vida dels individus.

### Individual
Les tàctiques d'assetjament individual són perpetrades per una sola persona contra un objectiu o objectius. L'assetjament individual es pot classificar en quatre tipus que es detallen a continuació:

#### Físic
L'assetjament físic és qualsevol assetjament que perjudica el cos d'algú o danya les seves possessions. Robar, empènyer, colpejar, lluitar i destruir intencionadament la propietat d'algú són tipus d'assetjament físic. L'assetjament físic rarament és la primera forma d'assetjament que experimenta un objectiu. Sovint l'assetjament escolar començarà de forma diferent i posteriorment passarà a la violència física. En l'assetjament físic, l'arma principal que utilitza l'assetjador és el seu cos o alguna part del mateix quan ataca el seu objectiu. De vegades, grups d'adults joves apunten i alienen a un company a causa d'alguns prejudicis adolescents. Això pot conduir ràpidament a una situació en què els companys de classe se'n burlen i els peguen. L'assetjament físic sovint augmenta amb el pas del temps i pot provocar un final perjudicial i, per tant, s'ha d'intentar aturar ràpidament per evitar qualsevol escalada posterior.

#### Verbal
L'assetjament verbal és un dels tipus d'assetjament més freqüents. Es tracta de qualsevol intimidació que es duu a terme mitjançant la parla o un altre ús de la veu i que no implica cap contacte físic. L'assetjament verbal inclou qualsevol dels aspectes següents:
- Utilització d'àlies i noms despectius
- Difondre rumors o mentir sobre algú
- Amenaçar algú
- Cridar o parlant amb algú amb un to de veu groller o desagradable, sobretot sense causa justificada
- Burlar-se de la veu o l'estil de parlar d'algú
- Riure's d'algú
- Insultar o burlar-se d'algú

En l'assetjament verbal, l'arma principal que utilitza l'assetjador és la veu. En molts casos, l'assetjament verbal és freqüent en ambdós sexes, però és més probable que les nenes el facin. Les noies, en general, són més subtils amb els insults que els nois. Les noies utilitzen l'assetjament verbal, així com tècniques d'exclusió social, per dominar i controlar altres individus i mostrar la seva superioritat i poder. Tanmateix, també hi ha molts nois amb prou subtilesa per utilitzar tècniques verbals de dominació i que prefereixen l'assetjament verbal quan volen evitar els problemes que pot comportar l'assetjament físic a una altra persona.

#### Relacional
L'assetjament relacional (de vegades anomenat agressió social) és el tipus d'assetjament que utilitza les relacions per fer mal als altres. El terme també indica qualsevol assetjament que es fa amb la intenció de perjudicar la reputació o la posició social d'algú, que també pot relacionar-se amb les tècniques incloses en l'assetjament físic i verbal. L'assetjament relacional és una forma d'assetjament freqüent entre els joves, però sobretot a les noies. L'exclusió social (menystenir o fer sentir a algú “exclòs”) és un dels tipus més habituals d'assetjament relacional. L'assetjament relacional pot ser utilitzat pels assetjadors com a eina per millorar la seva posició social i controlar els altres. A diferència de l'assetjament físic que és evident, l'assetjament relacional no és evident i pot continuar durant molt de temps sense que se n'adonin.

#### Ciberassetjament
El ciberassetjament és l'ús de tecnologia per assetjar, amenaçar, avergonyir o dirigir-se a una altra persona. Quan hi ha un adult implicat, pot complir la definició d'assetjament cibernètic, un delicte que pot tenir conseqüències legals i implicar la presó. Això inclou l'assetjament mitjançant l'ús de correu electrònic, missatgeria instantània, llocs web de xarxes socials (com Facebook), missatges de text i telèfons mòbils. El ciberassetjament escolar és més freqüent a l'escola secundària que a l'escola primària. Un cas particular n'és el linxament digital.

### Col·lectiu
Les tàctiques d'assetjament col·lectiu són emprades per més d'un individu contra un objectiu o objectius. L'assetjament col·lectiu es coneix com l'assetjament laboral i pot incloure qualsevol tipus d'assetjament individual. El comportament del troll a les xarxes socials, tot i que generalment se suposa que té un caràcter individual per part del lector casual, en ocasions és un esforç organitzat per astroturfers patrocinats.

#### Mobing
El mobbing es refereix a l'assetjament d'un individu per part d'un grup, en qualsevol context, com ara una família, un grup d'iguals, escola, lloc de treball, barri, comunitat o en línia. Quan es produeix com a abús emocional al lloc de treball, com ara fer grups de companys de feina, subordinats o superiors, per obligar algú a sortir del lloc de treball a través de rumors, insinuacions, intimidacions, humiliacions, descrèdits i aïllament, també es fa referència fins a assetjament general com a maliciós, no sexual, no racial / racial.

## Resposta
L'assetjament general és un comportament continu i no aïllat. Les formes més habituals en què la gent intenta respondre és intentar ignorar-la, enfrontar-se als assetjadors o recórrer a una figura d'autoritat per intentar abordar-la.
Ignorar-lo sovint no fa res perquè el bullying continuï i pot empitjorar amb el pas del temps. Pot ser important abordar el comportament de l'assetjament precoç, ja que pot ser més fàcil controlar quan es detecti abans. Els espectadors tenen un paper important en la resposta a l'assetjament, ja que no fer res pot animar-lo a continuar, mentre que petits passos que s'oposen al comportament poden reduir-lo.
Les figures d'autoritat poden tenir un paper important, com ara els pares en situacions d'infants o adolescents, o els supervisors, el personal de recursos humans o els cossos de pares en entorns de treball i voluntaris. Les figures d'autoritat poden influir en el reconeixement i l'aturada de la conducta de bullying i en la creació d'un entorn on no continua. En moltes situacions, però, les persones que actuen com a figures d'autoritat no tenen formació ni estan qualificades, no saben com respondre i poden empitjorar la situació. En alguns casos, les persones amb autoritat fins i tot donen suport a les persones que fan l'assetjament, facilitant que continuï i augmentin l'aïllament i la marginació de l'objectiu. Algunes de les formes més efectives de respondre són reconèixer que s'està produint un comportament nociu i crear un entorn on no continuarà. Les persones a les quals s'assenyala tenen poc control sobre quines figures d'autoritat poden recórrer i com s'abordarien aquestes qüestions, tot i que pot ajudar trobar un conseller o psicòleg que estigui format per tractar l'assetjament.